# Шипогруды
Шипогруды (лат. Alsodes) — род бесхвостых земноводных из семейства Alsodidae, обитающих в Чили и Аргентине. Это самый многочисленный в видовом разнообразии род лягушек в Патагонии.

## Описание
Характерной особенностью представителей данного рода является то, что во время брачного сезона у взрослых самцов появляются шипы на пальцах и округлые колючие пятна на груди. Размножаются в высокогорных ручьях. Метаморфоз головастиков медленный, они зимуют подо льдом.

## Классификация
На январь 2023 года в род включают 19 видов:
- Alsodes australis Formas et al., 1997
- Alsodes barrioi Veloso et al., 1981 — Шипогруд Баррио
- Alsodes cantillanensis Charrier et al., 2015
- Alsodes coppingeri (Günther, 1881)
- Alsodes gargola Gallardo, 1970 — Аргентинский шипогруд
- Alsodes hugoi Cuevas & Formas, 2001
- Alsodes igneus Cuevas & Formas, 2005
- Alsodes kaweshkari Formas, Cuevas & Nuñez, 1998
- Alsodes montanus (Lataste, 1902)
- Alsodes monticola Bell, 1843 — Горный шипогруд
- Alsodes neuquensis Cei, 1976
- Alsodes nodosus (Duméril & Bibron, 1841) — Зернистый шипогруд
- Alsodes norae Cuevas, 2008
- Alsodes pehuenche Cei, 1976 — Роющий шипогруд
- Alsodes tumultuosus Veloso et al., 1979 — Чилийский шипогруд
- Alsodes valdiviensis Formas, Cuevas & Brieva, 2002
- Alsodes vanzolinii (Donoso-Barros, 1974) — Шипогруд Ванзолини
- Alsodes verrucosus (Philippi, 1902) — Зеленоватый шипогруд
- Alsodes vittatus (Philippi, 1902)

## Галерея

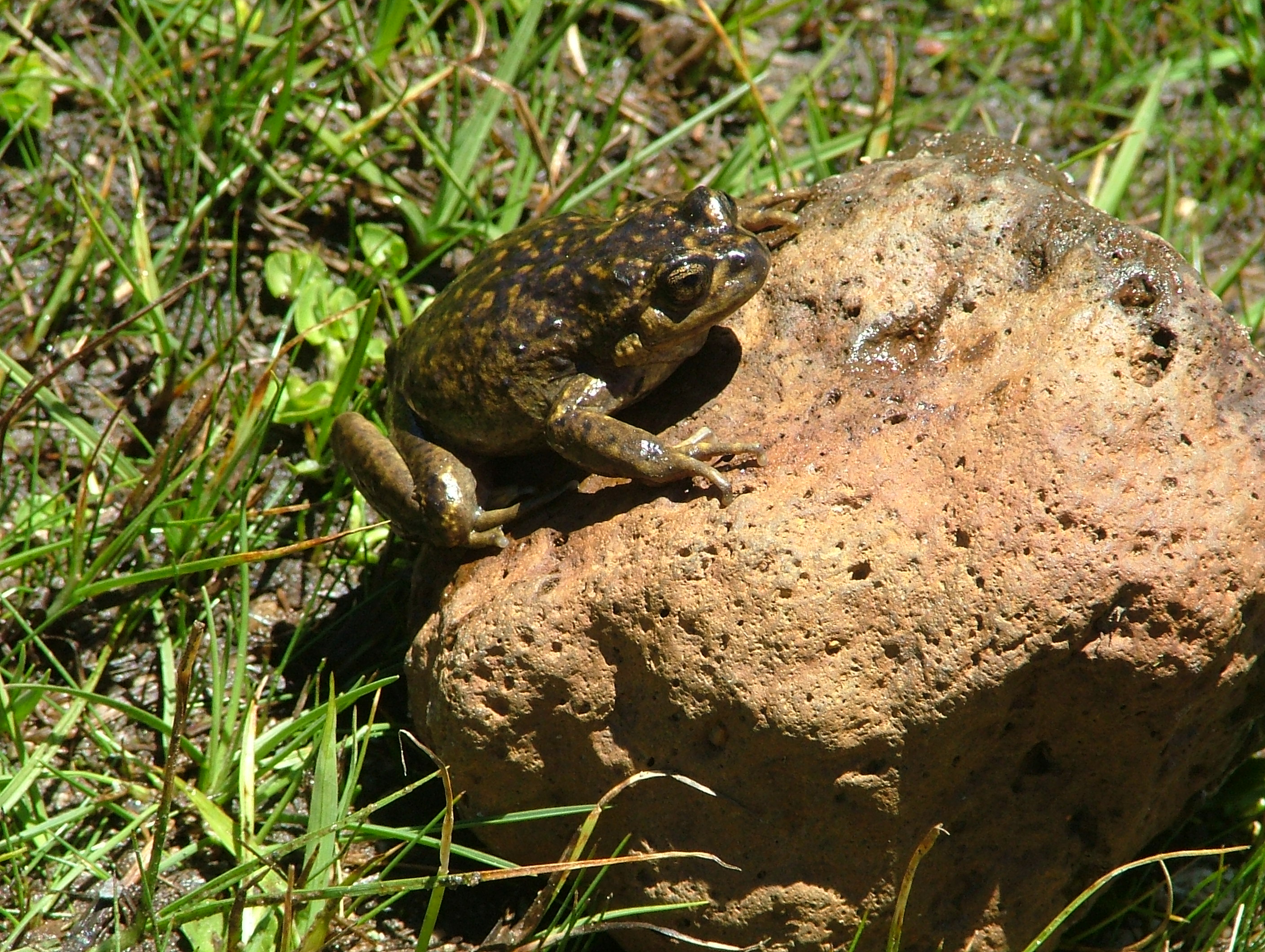
Роющий шипогруд
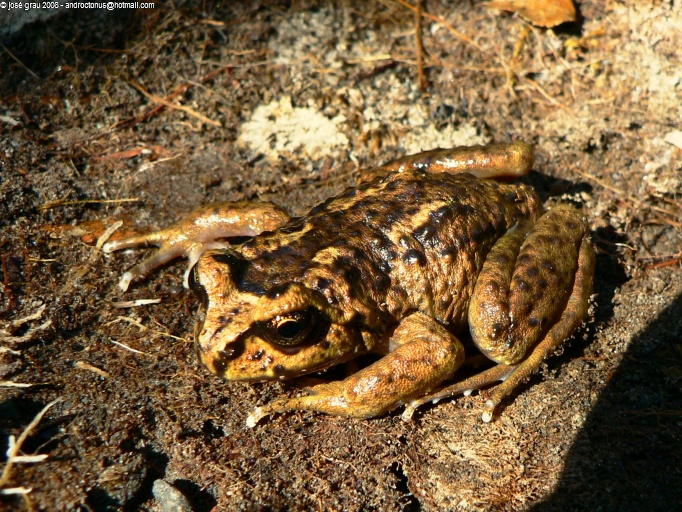
Зеленоватый шипогруд
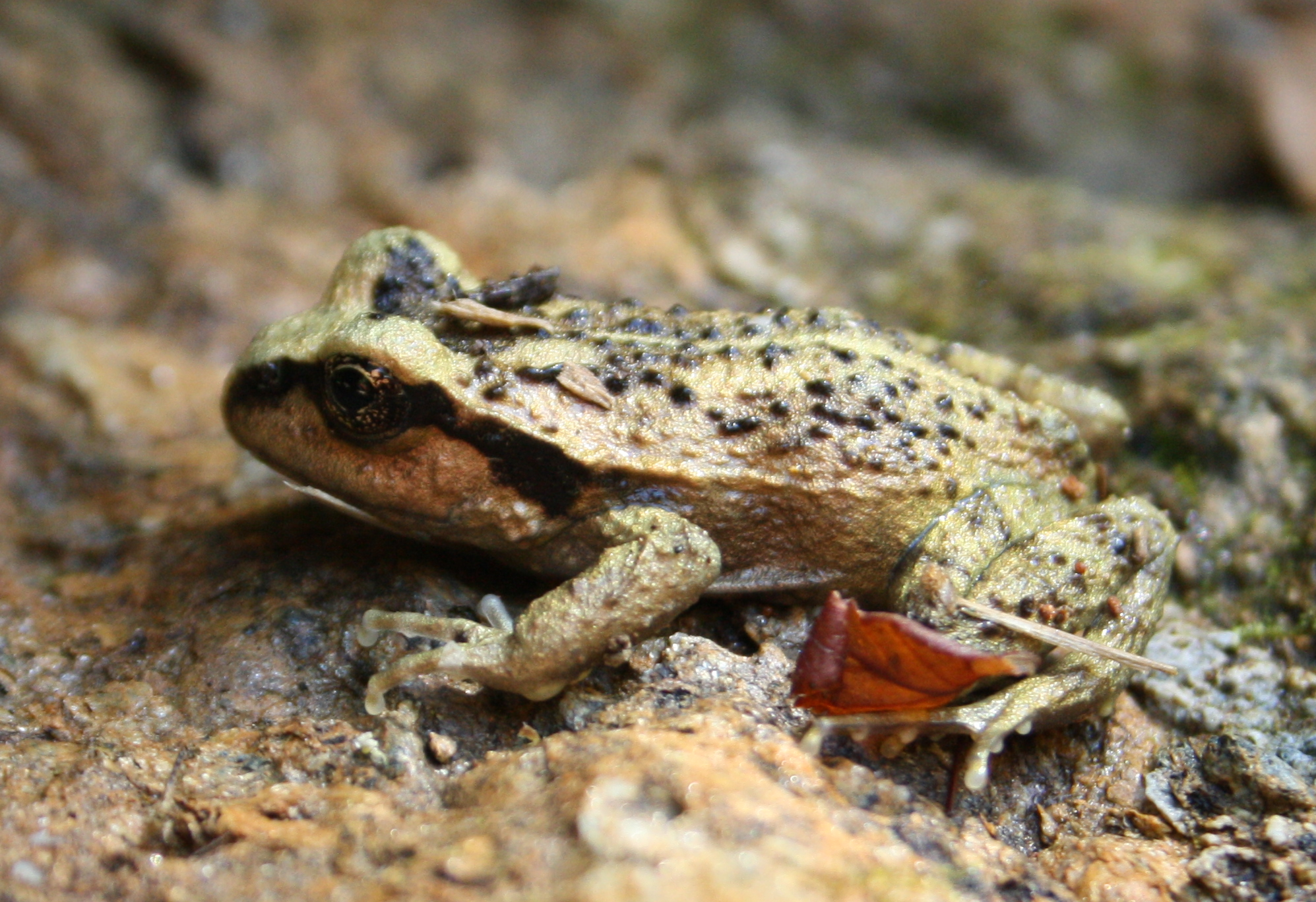
Alsodes valdiviensis